# Mandamus
Le mandamus est un recours juridique (en) extraordinaire où une cour supérieure ordonne à une cour subordonnée, à une entreprise ou à une autorité publique de faire ou ne pas faire un acte spécifique qui n'est pas entièrement 
privé,,.
Pour obtenir un mandamus, le requérant doit être capable de démontrer qu'il est en droit de contraindre la partie adverse d'exécuter ou de ne pas exécuter l'acte ciblé. L'acte doit être de nature publique et doit être impératif (et non discrétionnaire). De plus, le mandamus ne sera généralement pas accordé si la requête peut être obtenue par un autre moyen, comme un appel.
En droit québécois, le mandamus est codifié à l'art. 529 al. 1 (3⁰) du Code de procédure civile du Québec. 
En ce qui concerne les offices fédéraux, le mandamus est codifié à l'art. 18(1) de la Loi sur les Cours fédérales.  